# Барцио
Барцио (итал. Barzio) — коммуна в Италии, расположена в области Ломбардия, в провинции Лекко.
Население коммуны составляет 1277 человек (2008 г.), плотность населения составляет 61 чел./км². Занимает площадь 21 км². Почтовый индекс — 23816. Телефонный код — 0341.
Покровителем коммуны почитается святой Александр Бергамский, празднование 26 августа.

## Демография
Динамика населения:

## Города-побратимы
- Маглан (Magland), Франция

## Администрация коммуны
- Официальный сайт: https://web.archive.org/web/20090430174927/http://www.altopianovalsassina.it/comunebarzio/comunedibarzio.html